# Dehio Steiermark (ohne Graz) 1982
Das Dehio-Handbuch – Die Kunstdenkmäler Österreichs – Steiermark (ohne Graz) erschien 1982 als fünfter Band in der vom Bundesdenkmalamt 1976 begonnenen neuen österreichischen Dehio-Serie. 1979 ging der Dehio Graz zur Steiermark voraus.

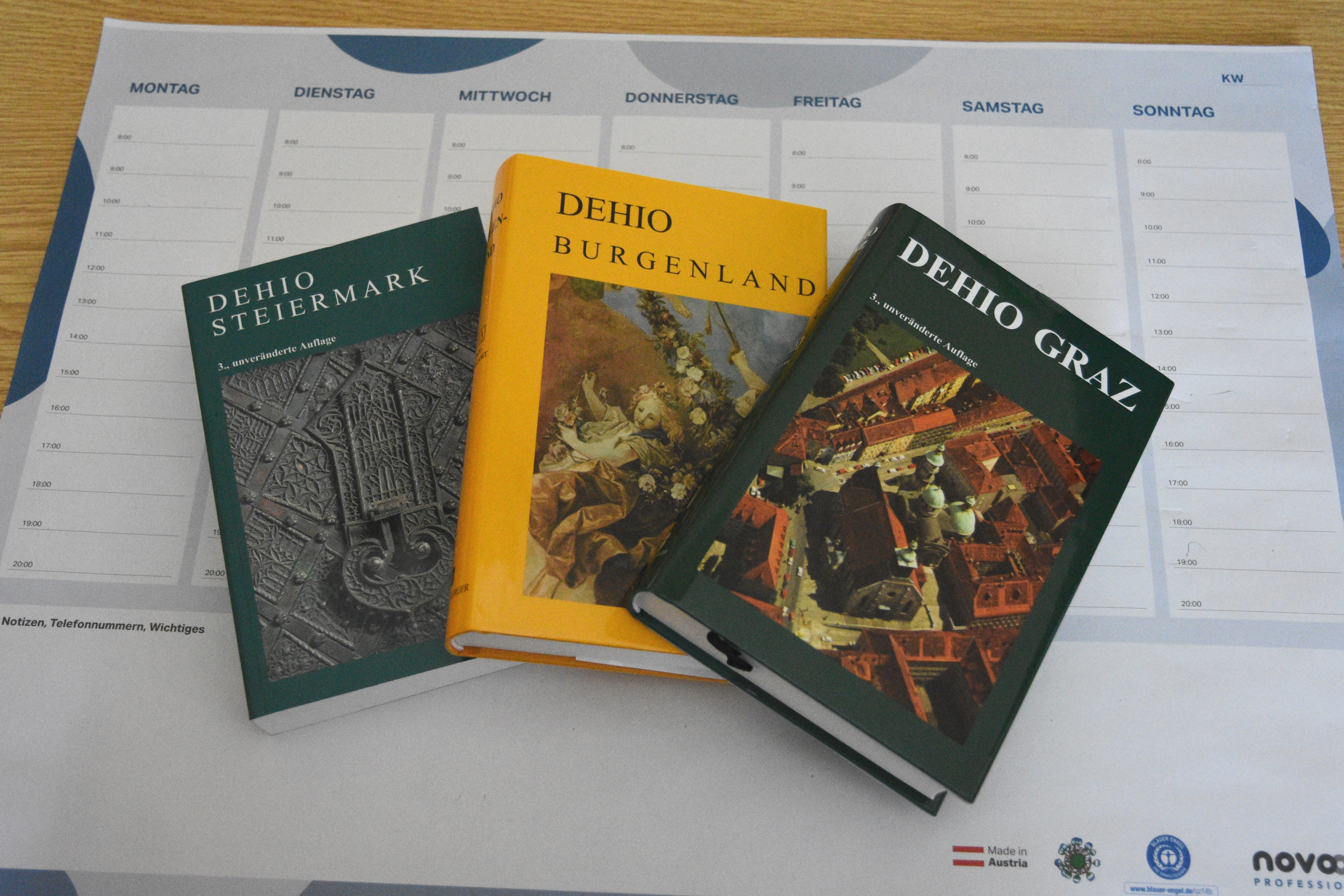
Dehio Auswahl BDA

## Allgemeines
Das Handbuch verzeichnet Denkmäler im Sinne des § 1 des Denkmalschutzgesetzes – also unbewegliche und bewegliche Gegenstände von geschichtlicher, künstlerischer und sonstiger kultureller Bedeutung –, allerdings unabhängig von einem öffentlichen Interesse an der Erhaltung. Einerseits ist der Dehio ein Hilfsmittel der Denkmalforschung, andererseits ein Kunstführer, als der er auch eine Wertschätzung für die Kunst- und Kulturdenkmäler in die Breite tragen soll.
Kurt Woisetschläger hat ausgehend von seinen Erfahrungen mit der Überarbeitung des Dehio Oberösterreich 1964 neue Richtlinien für die Erstellung von Dehios zusammengestellt und 1971 mit Peter Krenn eine Neubearbeitung des Dehio Steiermark 1956 vorgeschlagen. Das Angebot wurde vom damaligen Vorstand des Instituts für Denkmalforschung, Eva Frodl-Kraft, gerne angenommen. Denn Woisetschläger hatte als Leiter der Alten Galerie am Landesmuseum Joanneum in Graz seit Jahren eine systematische Dokumentation steirischer Kunstdenkmäler angelegt und, wie Peter Krenn als Leiter des Landeszeughauses am selben Museum, bereits zahlreiche Schriften zu Kunstdenkmälern verfasst.
Im Jahr 2006 erschien eine unveränderte zweite Auflage.

## Nennungen
- Dehio-Handbuch. Die Kunstdenkmäler Österreichs. Steiermark (ohne Graz). Bearbeitet von Kurt Woisetschläger, Peter Krenn mit Beiträgen von Géza Hajós, Wolfram Helke, Horst R. Huber, Viktor H. Pöttler, Amélie Sztatecsny. Verlag Anton Schroll & Co, Wien 1982, ISBN 3-85028-439-5.